# Lactophrys trigonus
Lactophrys trigonus är en fiskart som först beskrevs av Carl von Linné 1758.  Lactophrys trigonus ingår i släktet Lactophrys och familjen koffertfiskar. Inga underarter finns listade i Catalogue of Life.